# Секуларизација
Секуларизација је процес мирног или присилног претварање друштва од стања блиске идентификације са религијским вредностима и установама ка нерелигијским вредностима и секуларним установама. Секуларизациона теза се односи на веровање да како друштва напредују, делимично кроз модернизацију и рационализацију, религија губи свој ауторитет у свим аспектима друштвеног живота и владавине. Појам секуларизације се такође користи у контексту укидања манастирских ограничења члановима свештенства.
Секуларизација се односи на историјски поступак у којем религија губи друштвени и културни значај. Као резултат секуларизације улога религије у модерном друштву постаје ограничена. У секуларизованим друштвима вери недостаје културни ауторитет, и верске организације имају мало друштвене моћи.
Секуларизација поседује много значења, као теорија и као историјски процес. Социјални теоретичари Карл Маркс, Сигмунд Фројд, Макс Вебер и Емил Диркем, постулирали су да би модернизација друштва укључивала опадање нивоа религиозности. Изучавање овог процеса настоји да одреди начин на који, или до које мере религиозна уверења, праксе и установе губе друштвени значај. Неки теоретичари тврде да је секуларизација савременог друштва делимично последица наше неспособности да се прилагодимо широким етичким и духовним потребама човечанства у периоду све бржег напредовања природних наука и технолошког развоја.
Термин такође има додатна значења, пре свега историјско и верско. Примењено на црквену имовину, историјски се односи на одузимање монашког земљишта и зграда, као што је Распуштање манастира у Енглеској од стране Хенрија VIII и каснија дела током Француске Револуције као и разна дела против-црквених европских влада током 18. и 19. века, која су довела до протеривања и сузбијања верских заједница које су до тада владале. Културкампф у 19. веку у Немачкој као и слични догађаји у осталим државама су такође изрази секуларизације.
Још један облик секуларизације односи се на чин владика или носиоца позиције у монашком или војном одреду - који садржи комбиновану верску и секуларну власт под католичком црквом - који су се одвојили и учинили себе потпуно секуларним (најчешће, Протестанти) наследним владарима. На пример, Готхард Кетлер, последњи господар Ливонског реда, прешао је у Лутеранизам, секуларизовао (и узео за себе) земљу Семигалије и Курландије које је до тад држао у име реда - што му је омогућило да се ожени и остави земљу наследницима Војводства Курландије и Семигалије.
До наглог преокрета у правцу секуларизације дошло је 1960-их година у Западној Европи, Северној Америци (посебно Квебеку), Аустралији и Новом Зеланду. Ова промена је испреплетана најважнијим друштвеним факторима: привредни бољитак, побунама младих против правила и моралних вредности друштва, либерализације женских права, радикалне теологије и радикалне политике.

## Позадина
Секуларизацији се понекад приписују културне промене у друштву након појаве рационалности као и развој науке као замене за сујеверје — Макс Вебер ја назвао овај процес "Разочарење света". У већини главних фаза, она почиње са спорим прелазом из усмене традиције у писану културу која одржава знање. Ово прво смањује ауторитет свештеника као чувара откривеног знања. А одговорност за образовање се преселила са породице и заједнице на државу, две последице настале из овога су:
- Колективна свест какву је дефинисао Диркем је умањена
- Дељење друштвених активности доводи до тога да религија постаје више питање личног избора, него расположиве друштвене обавезе.

Главно питање у истраживању секуларизације је степен у којој мери одређене тежње, као што су смањење присуства на местима богослужења, сведоче о смањењу религиозности или само приватизацији верских уверења, где верска уверења престају да играју главну улогу у јавном животу или у другим аспектима доношења одлука.
Проблем секуларизма је описан у различитим верским традицијама. Влада Турске је често навођен пример, после укидања отоманског Калифата и оснивања Турске Републике 1923. године. Она је створила народни суверенитет у секуларним републичког оквиру, у супротности са системом чија моћ се заснива на религији ислама. Као један од многих примера модернизације државе.

## Дефиниције
Џон Сомервил (1998) описао је шест употреба термина секуларизације у научној литератури. Првих пет су по узору на 'дефиниције' док је шеста више као 'појашњење употребе':
1. Када се говори о макро друштвеним структурама, секуларизација се може односити на диференцијацију: процес у коме различити аспекти друштва, економије, политике, права и морала постају све више специјализовани и различити једни од других.
2. У разматрању индивидуалних институција, секуларизација може да означава трансформацију верских у секуларне институције. Као пример може да послужи еволуција институције Харвард Универзитета из претежно верске институције у секуларну институцију (са школом божанства која одржава верски елемент који илуструје диференцијацију).
3. Ако говоримо о активностима, секуларизација се односи на трансфер активности са верских на секуларне институције, као што је пренос пружања социјалних услуга са цркве на државу.
4. Када је реч о менталитету, секуларизација се односи на прелаз са крајњих проблема на непосредне проблеме. На пример, људи на западу су склонији да умере своја понашања из страха од тренутачних последица радије него из забринутости за посмртним последицама. Ово представља лични религијски пад илити окретање ка секуларном начину живота.
5. Када се говори о становништву, секуларизација се односи на широке обрасце друштвеног пада религиозности за разлику од горе наведеног (4) индивидуалног нивоа секуларизације. Ово разумевање секуларизације је такође различито од горенаведене дефиниције (1) која се односи на религијско опадање, а не друштвену диференцијацију.
6. Када је реч религији, секуларизација се може само недвосмислено користити да се односи на религији у општем смислу. На пример, позивање на хришћанство није јасно осим ако се не прецизира о којим се тачно апоенима хришћанства расправља.

Абдел Вахаб Елмесири (2002) је описао два значења термина секуларизације:
1. Парцијална секуларизација: што је често значење појма, и означава "Раздвајање религије и државе".
2. Комплетна секуларизација: ова дефиниција није ограничена парцијалном дефиницијом, већ је превазилази: "Раздвајање свих (верских, моралних и људских) вредности, и не само државе већ и људске природе у јавном и приватном животу, тако да је светост уклоњена са света, и овај свет је трансформисан у употребљиву материју која се може користити за добробит јаких".

## Социолошко коришћење и разликовање
На основу социолошких проучавања, једна од главних тема секуларизације је управо она о "диференцијацији", односно тежњи да различите области у животу постају све засебније и специјализованије како се друштво модернизује. Европску социологију, под утицајем
Антопологе су занимали су процеси промене такозваних примитивних друштава у она све више развијена. У САД, истицана је најпре промена као аспект напретка, али се Талкот Парсонс преусмерио на друштво као систем, удубљујући се у константни процес растуће диференцијације, који је видео као процес у ком нове установе преузимају задатке неопходне да загарантују опстанак друштва како оригиналне монолитне установе нестају. То је пренос са мањег броја неиздиференцираних установа на све специјализованије подгрупе.
Следећи Парсонса, овај концепт диференцијације је широко примењиван. Како је формулисао Хосе Казанова, ово језгро и главна теза теорије секуларизације су формула процеса модернизације друштва, као процеса функционалног диференцирања и еманципације секуларних сфера – пре свега државе, економије и науке - до домена религије односно истовремене диференцијације и специјализовања религије у оквиру њених новооснованих религиозних сфера. Казанова такође описује ову теорију као теорију о приватизацији религије, коју делимично критикује. Дејвид Мартин међутим истиче да је концепт социјалне диференцијације један од њених најкориснијих елемената.